# Kosovo en el Festival de la Canción de Eurovisión
Kosovo ha intentado participar en el Festival de Eurovisión desde el año 2009 hasta el 2014, pero no ha tenido éxito alguno. España, Rusia y Serbia se oponen a su participación al no reconocerlo como país. El motivo por parte de España sería el de sus territorios con presencia independentista, como Galicia, Cataluña o Euskadi. La misma razón tiene Rusia con Chechenia, entre otros. Serbia no reconoce a Kosovo como país independiente, entre otras razones, porque considera que Kosovo es la cuna de la cultura serbia.  
En el año 2012, la cantante kosovar Rona Nishliu representó a Albania en el Festival de Eurovisión con la canción "Suus" quedando en quinta posición en la final.
Aunque nunca haya llegado a participar de forma completamente autónoma, hasta su independencia el territorio kosovar estuvo representado por Yugoslavia (antes de disolverse) Serbia y Montenegro (antes de disolverse) y Serbia .